# 久我勇作
久我 勇作（くが ゆうさく、1990年11月5日 - ）は、日本の元プロボクサー。東京都出身。第40代・第43代日本スーパーバンタム級王者。ワタナベボクシングジム所属。

## 来歴
高校1年生の時に練習生としてワタナベボクシングジムに入会。
2010年11月12日に後楽園ホールで中村量とスーパーバンタム級4回戦を戦い、1回2分09秒TKO勝ちを収めデビュー戦を白星で飾った。
2011年6月13日に後楽園ホールで永田敬壽とスーパーバンタム級4回戦を戦い、4回3-0（40-37、39-38、39-37）の判定勝ちを収めた。
2011年11月25日に後楽園ホールで嶋崎俊とスーパーバンタム級4回戦を戦い、1回0分31秒TKO勝ちを収めた。
2012年4月17日に後楽園ホールで小野平祐とスーパーバンタム級4回戦を戦い、4回1分59秒KO勝ちを収めた。
2012年6月18日に後楽園ホールで久野伸弘と東日本スーパーバンタム級新人王戦4回戦を戦い、4回0-2（38-38、38-39×2）の判定負けで初の黒星を喫した。
2012年10月17日に後楽園ホールで高橋拓海とスーパーバンタム級6回戦を戦い、4回1分25秒KO勝ちを収めた。
2013年5月31日に後楽園ホールで鈴木悠介とB級グランプリスーパーバンタム級準決勝5回戦を戦い、5回3-0（48-47×3）の判定勝ちを収めた。
2013年8月7日に後楽園ホールで上林巨人とB級グランプリスーパーバンタム級決勝5回戦を戦い、5回1-0（48-47、47-47×2）の引き分けだったがドローとしたジャッジの一人が優勢点を久我につけたため勝者扱いとなり優勝した。
2013年10月28日に後楽園ホールで鳥本大志とA級トーナメントスーパーバンタム級6回戦を戦い、6回2-0（57-57、58-57×2）の判定勝ちを収めた。
2014年2月28日に後楽園ホールで岩崎悠輝とスーパーバンタム級8回戦を戦い、5回2分10秒TKO勝ちを収めた。
2014年7月30日、後楽園ホールで行われた「DANGAN108」で青木幸治とスーパーバンタム級8回戦を行い、6回2分00秒TKO勝ちを収めた。
2014年11月25日、後楽園ホールで行われた「DANGAN116」で高橋謙太と56.0キロ契約8回戦を行い、5回1分8秒負傷判定3-0（48-47×2、49-47）の判定勝ちを収めた。
2015年6月8日に後楽園ホールで高田小次郎とスーパーバンタム級8回戦を戦い、2回1分57秒TKO勝ちを収めた。
2015年12月21日、後楽園ホールで行われた「DANGAN149」で石本康隆と日本スーパーバンタム級王座決定戦を行い、10回0-3（94-96、95-96×2）の判定負けで日本王座獲得に失敗した。
2016年4月27日に大田区総合体育館でスックカセーム・キャッヨンユット（タイ）とスーパーバンタム級8回戦を戦い、5回1分42秒TKO勝ちを収めた。
2016年10月22日、後楽園ホールで行われた「最強後楽園ミリオンマッチ」でジョナタン・バァトとスーパーバンタム級8回戦を行い、4回2分17秒TKO勝ちを収めて日本タイトル挑戦権とMVPに選ばれたことで賞金100万円を獲得した。
2017年2月4日、後楽園ホールで行われた「第558回ダイナミックグローブ」にて日本スーパーバンタム級王者の石本康隆と再戦して、2回2分49秒TKO勝ちを収めて王座獲得に成功した。
2017年7月29日に後楽園ホールで田村亮一と対戦し、試合中に右拳を骨折しながら10回3-0（97-94、97-94、96-94）の判定勝ちで日本王座初防衛に成功した。
2018年3月27日、後楽園ホールで行われた「ガッツファイティング/DANGAN209」で小坂遼と対戦し、1回2分13秒TKO勝ちを収めて2度目の防衛に成功して、翌月には東日本ボクシング協会の3月の月間MVPに選ばれた。
2018年7月27日、後楽園ホールで和氣慎吾と対戦し、10回35秒TKO負けを喫し3度目の防衛に失敗した。
2018年12月20日、後楽園ホールでジョン・マーク・アポリナリオ（フィリピン）とスーパーバンタム級8回戦を行い、4回2分22秒TKO勝ちを収め、再起に成功した。
2019年5月18日、墨田区体育館で日本スーパーバンタム級王者の田村亮一と対戦し、10回3-0（97-92、96-93、95-94）で判定勝ちを収め、王座に返り咲いた。
2019年9月21日、後楽園ホールで日本スーパーバンタム級3位の藤原陽介と対戦し、1回1分35秒TKO勝ちを収め、初防衛に成功した。
2019年12月31日、大田区総合体育館で空位のWBOアジアパシフィックスーパーバンタム級王座を、WBOアジアパシフィック同級5位で10月に和氣を破ったジュンリエル・ラモナル（フィリピン）と争うも、1回1分24秒KO負けを喫し、王座獲得に失敗した。
2021年1月22日、後楽園ホールで日本スーパーバンタム級1位の古橋岳也と対戦するも、9回24秒TKO負けを喫し、王座から陥落した。
2021年10月2日、後楽園ホールで日本スーパーバンタム級王座挑戦者決定戦として日本同級1位の田村亮一と対戦し、10回2-0（79-73、78-74、76-76）で判定勝ちを収め、挑戦権を獲得した。
2022年9月12日付で引退届を提出、同年11月17日に後楽園ホールで引退セレモニーと古橋岳也との引退スパーリングを行った。

## 人物
- 趣味は日焼け、サーフィン、ジェットスキー。
- 好きなボクサーはロイ・ジョーンズ。

## 獲得タイトル
- 第40代日本スーパーバンタム級王座（防衛2）
- 第43代日本スーパーバンタム級王座（防衛1）

## 戦績
- プロ - 26戦20勝5敗1分（13KO）

| 戦           | 日付           | 勝敗 | 時間     | 内容        | 対戦相手                         | 国籍       | 備考                                                                          |
| ------------ | -------------- | ---- | -------- | ----------- | -------------------------------- | ---------- | ----------------------------------------------------------------------------- |
| 1            | 2010年11月12日 | ☆    | 1R 2:09  | TKO         | 中村量(野口)                     | 日本       | プロデビュー戦                                                                |
| 2            | 2011年6月13日  | ☆    | 4R       | 判定3-0     | 永田敬壽（新日本木村）           | 日本       |                                                                               |
| 3            | 2011年11月25日 | ☆    | 1R 0:31  | TKO         | 嶋崎俊（輪島功一スポーツ）       | 日本       |                                                                               |
| 4            | 2012年4月17日  | ☆    | 4R 1:59  | KO          | 小野平祐(帝拳)                   | 日本       |                                                                               |
| 5            | 2012年6月18日  | ★    | 4R       | 判定0-2     | 久野伸弘（オサム）               | 日本       | 2012年度東日本スーパーバンタム級新人王予選                                    |
| 6            | 2012年10月17日 | ☆    | 4R 1:25  | KO          | 高橋拓海(マナベ)                 | 日本       |                                                                               |
| 7            | 2013年5月31日  | ☆    | 5R       | 判定3-0     | 鈴木悠介 (三迫)                  | 日本       | 2013年度B級トーナメントスーパーバンタム級準決勝                               |
| 8            | 2013年8月7日   | △    | 5R       | 判定1-0     | 上林巨人(竹原慎二&畑山隆則)      | 日本       | 2013年度B級トーナメントスーパーバンタム級決勝戦 ※優勢点によりトーナメント優勝 |
| 9            | 2013年10月28日 | ☆    | 6R       | 判定2-0     | 鳥本大志(角海老宝石)             | 日本       | 2013年度A級トーナメントスーパーバンタム級準決勝                               |
| 10           | 2014年2月28日  | ☆    | 5R 2:10  | TKO         | 岩崎悠輝（新開）                 | 日本       |                                                                               |
| 11           | 2014年7月30日  | ☆    | 6R 2:00  | TKO         | 青木幸治（角海老宝石）           | 日本       |                                                                               |
| 12           | 2014年11月25日 | ☆    | 5R 1:08  | 負傷判定3-0 | 高橋謙太（協栄）                 | 日本       |                                                                               |
| 13           | 2015年6月8日   | ☆    | 2R 1:57  | TKO         | 高田小次郎（六島）               | 日本       |                                                                               |
| 14           | 2015年12月21日 | ★    | 10R      | 判定0-3     | 石本康隆（帝拳）                 | 日本       | 日本スーパーバンタム級王座決定戦                                              |
| 15           | 2016年4月27日  | ☆    | 5R 1:42  | TKO         | スックカセーム・キャッヨンユット | タイ       |                                                                               |
| 16           | 2016年10月22日 | ☆    | 4R 2:17  | KO          | ジョナタン・バァト（カシミ）     | フィリピン | 2016年度A級トーナメントスーパーバンタム級決勝戦                               |
| 17           | 2017年2月4日   | ☆    | 2R 2:49  | TKO         | 石本康隆（帝拳）                 | 日本       | 日本スーパーバンタム級タイトルマッチ                                          |
| 18           | 2017年7月29日  | ☆    | 10R      | 判定3-0     | 田村亮一（JB SPORTS）            | 日本       | 日本王座防衛1                                                                 |
| 19           | 2018年3月27日  | ☆    | 1R 2:13  | TKO         | 小坂遼（真正）                   | 日本       | 日本王座防衛2                                                                 |
| 20           | 2018年7月27日  | ★    | 10R 0:35 | TKO         | 和氣慎吾（FLARE山上）            | 日本       | 日本王座陥落                                                                  |
| 21           | 2018年12月20日 | ☆    | 4R 2:22  | TKO         | ジョン・マーク・アポリナリオ     | フィリピン |                                                                               |
| 22           | 2019年5月18日  | ☆    | 10R      | 判定3-0     | 田村亮一（JB SPORTS）            | 日本       | 日本スーパーバンタム級王座獲得                                                |
| 23           | 2019年9月21日  | ☆    | 1R 1:35  | TKO         | 藤原陽介（ドリーム）             | 日本       | 日本王座防衛1                                                                 |
| 24           | 2019年12月31日 | ★    | 1R 1:24  | KO          | ジュンリエル・ラモナル           | フィリピン | WBOアジアパシフィックスーパーバンタム級王座決定戦                             |
| 25           | 2021年1月22日  | ★    | 9R 0:24  | TKO         | 古橋岳也（川崎新田）             | 日本       | 日本王座陥落                                                                  |
| 26           | 2021年10月2日  | ☆    | 10R      | 判定2-0     | 田村亮一（JB SPORTS）            | 日本       | 日本スーパーバンタム級王座挑戦者決定戦                                        |
| テンプレート |                |      |          |             |                                  |            |                                                                               |